# Gesu no Kiwami Otome
I Gesu no Kiwami Otome (ゲスの極み乙女?) sono una band giapponese formata nel 2012 dal frontman degli Indigo la End, Enon Kawatani. Si descrivono come una band "hip-hop/progressive", hanno debuttato nel 2013 con l'etichetta indipendente Space Shower Records, nel 2014 firmano con la unBORDE una sotto etichetta della Warner Music Japan. Nel 2018 la band firma per la TACO RECORDS, fondata dallo stesso Enon Kawatani.
Il gruppo è noto soprattutto per le canzoni Ryōkiteki na Kiss o Watashi ni Shite (猟奇的なキスを私にして?) e Watashi Igai Watashi ja Nai no (猟奇的なキスを私にして?), che sono state certificate rispettivamente come singoli d'oro e di platino.

## Storia
La band è stata formata a maggio 2012 da Enon Kawatani cantante e autore degli indigo la End, band di cui è membro dal 2009. Kawatani scelse Kyūjitsu Kachō, che faceva parte degli indigo la End, e Chan Mari e Hona Ikoka, che facevano parte rispettivamente dei Crimson e dei Microcosm. I membri della band si conoscevano dal 2010, quando suonarono insieme in diversi eventi al Shimokitazawa Era live house di Tokyo. Il nome della band nasce da un personaggio stampato su una borsa che Chan Mari portava allo studio di registrazione, creata da un suo amico che frequentava la scuola d'arte.
Gli indigo la End pubblicano il loro album di debutto Yoru ni Mahō o Kakerarete a febbraio 2013, due mesi dopo esce il primo ep dei Gesu no Kiwami Otome, Doresu no nugikata, registrato in solo due giorni.
A dicembre, viene distribuito il secondo ep Odorenai nara, Gesu ni Natte Shimae yo (踊れないなら、ゲスになってしまえよ?), che riceve una nomination al 6° CD Shop Awards. A dicembre la band firma per la unBORDE, una sub-label della Warner, insieme agli indigo la End. Entrambi i gruppi musicali fanno il loro debutto sotto major il 2 aprile 2014 con gli album Min'na nōmaru (みんなノーマル?) per Gesu no Kiwami Otome e Ano Machi Recōdo (あの街レコード?) per gli inidgo la End.
Ad agosto 2014 viene distribuito un doppio A-side Ryōkiteki na Kiss o Watashi ni Shite / Asobi, la prima canzone viene usata come sigla d'apertura per il drama Around 30-chan: Mushūsei e la seconda in una campagna commerciale per au (un operatore mobile giapponese). Il 29 agosto la band si esibisce per la prima volta a Music Station. Ad ottobre 2014 viene pubblicato l'album di debutto Miryoku ga Sugoi yo.
L'anno seguente, la band pubblica tre singoli, Watashi Igai Watashi ja Nai no, Romance ga Ariamaru, e il secondo doppio A-side Otonatic / Muku na Kisetsu. La canzone Romance ga Ariamaru viene usata nel 2015 nel science-fiction film Strayer's Chronicle. A gennaio 2016 esce il loro secondo studio album Ryōseibai che raggiunge il primo posto nel ranking del sito di vendite Oricon e vende più di 100,000 copie.
Ad ottobre 2016, il gruppo si prende una pausa a causa dei problemi personali di Kawatani Enon, ma torna alla normale attività a maggio 2017, con l'uscita del terzo album in studio, Daruma Ringo. Lo stesso anno viene distribuito il singolo digitale Anata ni wa Makenai.
A gennaio 2018, la band pubblica il suo primo singolo dopo quasi due anni e tre mesi, Tatakatte Shimau yo (戦ってしまうよ?), usato per la campagna pubblicitaria giapponese per il videogioco Clash Royale. A maggio 2018, per celebrare il sesto anniversario del gruppo, viene pubblicato il singolo digitale Mou Setsunai to wa Iwasenai (もう切ないとは言わせない?), e annunciano il loro 4º album, Suki nara towanai (好きなら問わない?), la cui data di uscita è agosto 2018. Viene distribuito sotto la nuova label del gruppo la TACO RECORDS, fondata dal leader della band Kawatani, dopo aver lasciato la unBORDE. L'album include la canzone Sasso to Hashiru Tonegawa-kun, usata come sigla di apertura per la serie animata giapponese Mr. Tonegawa: Middle Management Blues.
Il 25 gennaio 2019 si tiene il live per soli fan club Gesu rikuesuto Vol.2 (ゲスリクエスト Vol.2?). Dopo l'esibizione, viene annunciato che il 12 maggio si sarebbe tenuto un live per celebrare il loro 7º anniversario, e che sarebbero state pubblicate nuove canzoni da distribuire in tre mesi consecutivi a partire dallo stesso mese. Il 13 maggio viene pubblicato il singolo Himenai watashi (秘めない私?) il cui video musicale è stato pubblicato a mezzogiorno dello stesso giorno. Il 30 luglio viene pubblicato il singolo Tōmeina arashi (透明な嵐?) e il 3 dicembre viene pubblicato il singolo Kirābōru o mōichido (キラーボールをもう一度?).
Il 24 aprile 2020 viene pubblicato il video musicale del nuovo brano Jinsei no hari (人生の針?). Inoltre, a causa della situazione di diffusione del nuovo tipo di infezione da coronavirus, annunciano l'annullamento e il rinvio di parte del loro tour dal vivo a livello nazionale (ゲスの極み乙女。TOUR 2020「ゲスの極み乙女。をもう一度」?, Gesu no kiwami otome. TOUR 2020 "Gesu no kiwami otome. O mōichido") previsto per il 10 maggio dello stesso anno, per motivi di sicurezza. Il 1º maggio viene distribuito il quinto album Sutorīmingu, CD, Rekōdo (ストリーミング、CD、レコード?). Il 18 settembre viene pubblicato il singolo YDY.
Il 24 dicembre 2021 viene pubblicato il singolo Dōpamin (ドーパミン?, Dopamina).
L'11 maggio 2022 il gruppo pubblica il primo greatest hits Besuto arubamu "Maru" (ベストアルバム「丸」?). Il 18 giugno si tiene il concerto per il 10º anniversario della band, Kaitai (解体?), durante l'esibizione dal vivo, la band toglie il "。" dal proprio nome e successivamente annuncia sulla propria pagina ufficiale di Twitter di aver cambiato il proprio nome da Gesu no Kiwami Otome. (ゲスの極み乙女。?) a Gesu no Kiwami Otome (ゲスの極み乙女?). L'8 luglio annunciano che la loro nuova canzone Akumu no omake (悪夢のおまけ?) sarà il tema del film Kono-ko wa jaaku (この子は邪悪?, This Child Is Evil).
Dal 13 al 21 aprile 2023 si è tenuto il tour dal vivo Kabuki Otome (歌舞伎乙女?).
Il 22 maggio 2024 viene pubblicato il loro primo album dopo aver cambiato nome, Disuko no tamago (ディスコの卵?). Il tour dal vivo Naito kurabingu (ナイトクラビング?) si è tenuto dal 6 luglio al 20 agosto dello stesso anno (14 spettacoli in totale).

## Membri
- Enon Kawatani (川谷 絵音?, Kawatani Enon), nome reale Kenta Kawatani (川谷 健太?, Kawatani Kenta), conosciuto anche come MC.K cantante, chitarrista e principale autore della band, è anche il frontman degli Indigo la End.
- Kyūjitsu Kachō (休日課長? "Weekend Manager"), nome reale Masao Wada (和田 理生?, Wada Masao) bassista. È stato membro degli Indigo la End con il nome di E ni Naranai Kachō (絵にならない課長, "Unpicturesque Manager"), prima di lasciare il gruppo a luglio 2011.[4][26] Dal 2007 al 2009 è stato membro della band Aomune, si esibiva sotto il nome di Waden (ワデン?).[27] Durante la pausa presa dal gruppo nel 2016 entra a far parte come bassista della band DADARAY, prodotta da Kawatani, insieme alla vocalist REI ed alla tastierista Etsuko[28][29][27]. Nel 2018 Wada fa parte del cast del reality televisivo "Terrace House: Opening New Doors".[30]
- Chan Mari (ちゃんMARI?), nome reale Mari Fukushige (福重 まり?, Fukushige Mari), tastierista.
- Hona Ikoka (ほな・いこか?), nome reale Honami Satō (佐藤 穂奈美?, Satō Honami), batterista. Nel 2017 diventa attrice col nome di Honami Satō (さとう ほなみ?, Satō Honami).[31]

## Discografia
EP
- 2013 - ドレスの脱ぎ方 (Doresu no nugikata?)
- 2013 - 踊れないなら、ゲスになってしまえよ (Odorenai nara, Gesu ni Natte Shimae yo?)
- 2014 - みんなノーマル (Min'na nōmaru?)

Album in studio
- 2014 - 魅力がすごいよ (Miryoku ga Sugoi yo?)
- 2016 - 両成敗 (Ryōseibai?)
- 2017 - 達磨林檎 (Daruma Ringo?)
- 2018 - 好きなら問わない (Suki nara towanai?)
- 2020 - ストリーミング、CD、レコード (Sutorīmingu, CD, Rekōdo?)
- 2024 - ディスコの卵 (Disco no Tamago?)

Compilation
- 2022 - ベストアルバム「丸」 (Besuto arubamu "Maru"?, Miglior album "Maru")